# Burton K. Wheeler
Burton K. Wheeler (Hudson, 1882. február 27. – Washington, 1975. január 6.) az Amerikai Egyesült Államok szenátora (Montana, 1923–1947).